# Romanized Popular Alphabet
Romanized Popular Alphabet, Roman Popular Alphabet, RPA – system zapisu języka hmong w oparciu o alfabet łaciński, opracowany w latach 50. XX w., wykorzystywany zwłaszcza przez Hmongów mieszkających w USA. Osiem tonów języka hmong zaznacza się poprzez dodanie do każdej sylaby niewymawianej spółgłoski:
| Ton                   | Przykład         | RPA  |
| --------------------- | ---------------- | ---- |
| Wysoki                | /pɔ́/ 'piłka'     | pob  |
| Średni                | /pɔ/ 'śledziona' | po   |
| Niski                 | /pɔ̀/ 'cierń'     | pos  |
| Wysoki opadający      | /pɔ̂/ 'samica'    | poj  |
| Średni rosnący        | /pɔ̌/ 'rzucać'    | pov  |
| "Skrzypiący" (creaky) | /pɔ̰/ 'widzieć'   | pom1 |
| Niski opadający       | /pɔ̤/ 'babka'     | pog  |